# Kurendhoo
Kurendhoo är en ö i Maldiverna. Den ligger i den norra delen av landet, 130 km norr om huvudstaden Malé. Geografiskt är den en del av atollen Faadhippolhu och tillhör administrativt Lhaviyani atoll.